# Sopó
Sopó – miasto w Kolumbii, w departamencie Cundinamarca.